# Berberis hookeri
Berberis hookeri är en berberisväxtart. Berberis hookeri ingår i släktet berberisar, och familjen berberisväxter.

## Underarter
Arten delas in i följande underarter:
- B. h. hookeri
- B. h. longipes